# Ptilodactyla diversecostata
Ptilodactyla diversecostata is een keversoort uit de familie Ptilodactylidae. De wetenschappelijke naam van de soort is voor het eerst geldig gepubliceerd in 1935 door Pic.